# Revista Direito e Práxis
A Revista Direito e Práxis é um periódico científico editado pelo Programa de Pós-Graduação em Direito da UERJ. Publicada desde seu lançamento em 2010, esta revista está vinculada ao Scielo e indexada em várias bases como Latindex e DOAJ.
Na avaliação do Qualis realizada pela Coordenação de Aperfeiçoamento de Pessoal de Nível Superior (CAPES), este periódico foi classificado no extrato A1 para a área de Direito.

## Equipe editorial
Em 2023, os professores doutores José Ricardo Cunha (UERJ, Brasil) e Carolina Alves Vestena (Universidade de Kassel, Alemanha) atuavam como editores da Revista Direito e Práxis.
A Comissão Editorial deste periódico reúne notórios teóricos e juristas, tais como Agnes Heller (New School for Social Research, EUA), Deisy F. L. Ventura (USP), João Maurício Adeodato (UFPE), Marcelo Cattoni de Oliveira (UFMG), Sonja Buckel (Universität Kassel, Alemanha), Véronique Champeil-Desplats (Universidade Paris Nanterre, França).

## Textos científicos mais acessados
Até 23 de abril de 2023, os cinco artigos publicados entre 2017 a 2023 que foram mais acessados deste periódico foram:
|   | Título do artigo                                                                                                 | Autores                                                                            | Ano  | DOI                                          | Temática                                                   | Acessos |
| - | --- | ---------------------------------------------------------------------------------- | ---- | -------------------------------------------- | ---------------------------------------------------------- | ------- |
| 1 | A inferiorização dos negros a partir do racismo estrutural                                                       | Waleska Miguel Batista                                                             | 2018 | https://doi.org/10.1590/2179-8966/2018/36867 | Resenha do livro "Racismo Estrutural" de Silvio de Almeida | 85839   |
| 2 | Una revisión histórica de las violencias contra mujeres                                                          | Artenira da Silva e Silva, Almudena García-Manso, Gabriella Sousa da Silva Barbosa | 2019 | https://doi.org/10.1590/2179-8966/2018/30258 | Artigo sobre Direito e Gênero                              | 40514   |
| 3 | Los Derechos de la Naturaleza como puerta de entrada a otro mundo posible                                        | Esperanza Martínez, Alberto Acosta                                                 | 2017 | https://doi.org/10.1590/2179-8966/2017/31220 | Artigo sobre os direitos da natureza                       | 36519   |
| 4 | Fausto Reinaga: Pensamiento y Liberación India Aymaraquechua en los Andes                                        | Magali Vienca Copa Pabón                                                           | 2017 | https://doi.org/10.1590/2179-8966/2017/31229 | Artigo sobre os direitos dos povos indígenas               | 30677   |
| 5 | Estatuto da Criança e Adolescente e Estatuto da Juventude: interfaces, complementariedade, desafios e diferenças | Elisa Guaraná de Castro, Severine Carmem Macedo                                    | 2019 | https://doi.org/10.1590/2179-8966/2019/40670 | Artigo sobre o Direito da Criança e do Adolescente         | 16702   |